# Oriselkä
Oriselkä är en sjö i Finland. Den ligger i kommunen Orivesi i landskapet Birkaland, i den södra delen av landet, 170 km norr om huvudstaden Helsingfors. Oriselkä ligger 84,3 meter över havet. Arean är 2,58 kvadratkilometer och strandlinjen är 10,62 kilometer lång. Sjön  ingår i Kumo älvs huvudavrinningsområde. 